# Gymnothorax robinsi
Gymnothorax robinsi är en fiskart som beskrevs av Böhlke, 1997. Gymnothorax robinsi ingår i släktet Gymnothorax och familjen Muraenidae. Inga underarter finns listade i Catalogue of Life.